# Trzoda Geriona

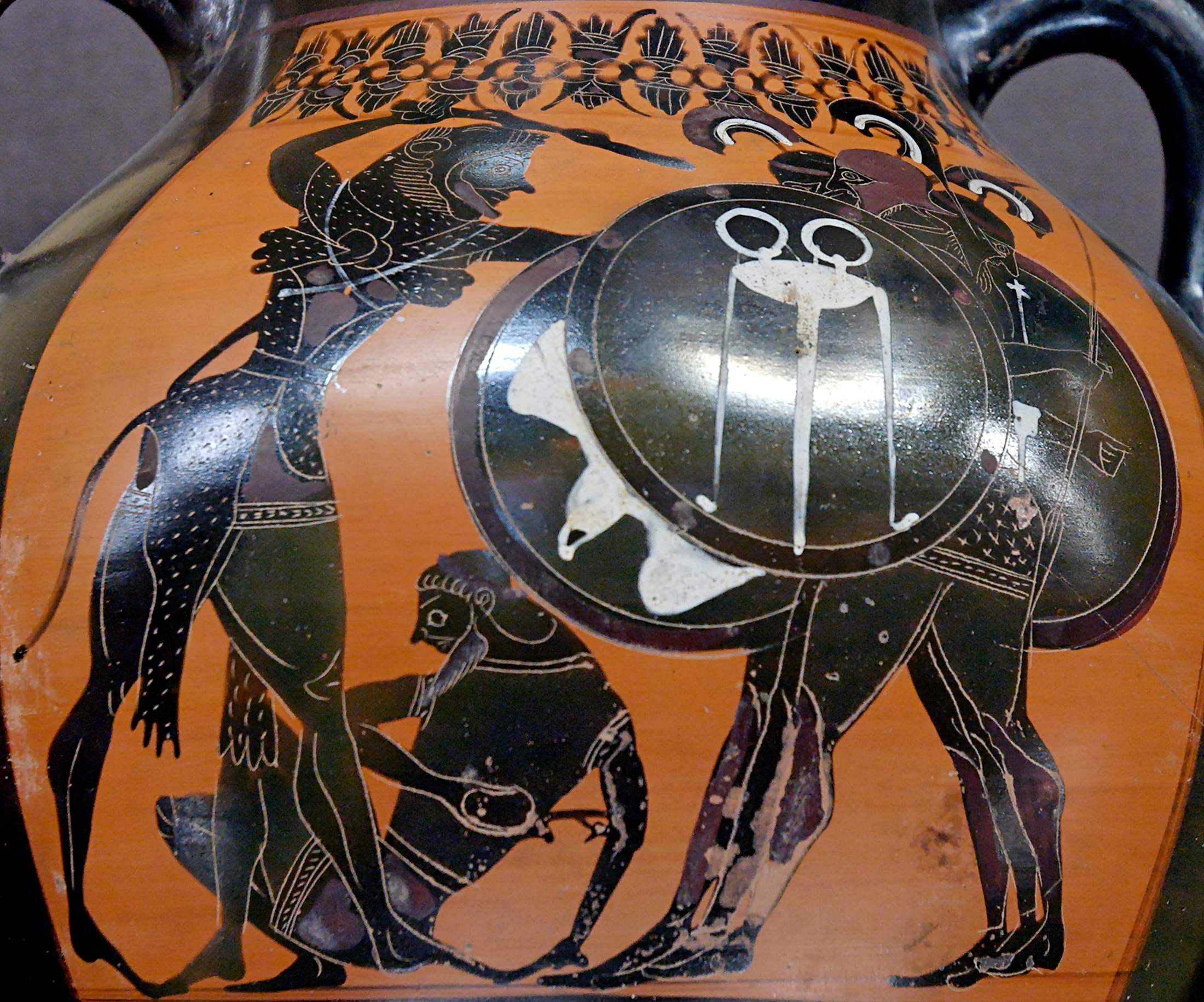
Walka Herkalesa z Gerionem (malowidło z wazy, ok. 540 p.n.e.)

Trzoda Geriona (Βόες τοῦ Γηρυόνος Bóes toû Gēryónos, łac. Boves Geryonis) – w mitologii greckiej człekokształtny potwór złożony z trzech ciał, właściciel stada byków czerwonej maści.
Na ich wykradzeniu polegała dziesiąta praca Heraklesa. Bydło na wyspie Erytei strzeżone było przez potwornego dwugłowego psa Ortros i przez pastucha Eurytiona, syna Aresa. Heros zabił obydwu stróżów stada, a następnie zmierzył się z samym Gerionem. Po długiej i wyczerpującej walce powalił potwora strzałami z łuku zanurzonymi w żółci Hydry lernejskiej i uprowadził woły, które ostatecznie złożone zostały w Mykenach w ofierze dla Hery.